# エピメテウス (衛星)
エピメテウス（Saturn XI Epimetheus）は、土星の第11衛星である。同時期に発見された土星の第10衛星ヤヌスと軌道を共有する特殊な状態にあることが知られている。

## 発見の経緯

### 発見とヤヌスとの混同
2つの衛星が軌道を共有し合うという特殊な状態にあることから、エピメテウスの発見は複雑な経緯をたどっている。
まず、1966年12月15日にオドゥワン・ドルフュスが新たな衛星と思われる天体を発見し、その後16、17日にも検出に成功している。この発見は国際天文学連合のサーキュラーで翌1967年1月3日に公表されている。ドルフュスはその後もこの衛星を観測し続けており、衛星の名称として「ヤヌス」を提案している。
一方でドルフュスが初めて検出した3日後の1966年12月18日に、リチャード・ウォーカーが同様の観測によって土星の衛星と思われる天体を発見し、翌1967年1月6日に国際天文学連合のサーキュラーで公表された。この時に発見された天体こそが現在エピメテウスとして知られている衛星であるが、当時は同じ軌道には一つの衛星しか存在していないと考えられたため、この天体はドルフュスが発見した衛星 (ドルフュスの提案に伴い非公式にヤヌスと呼ばれていた) と同一の天体だと考えられた。
しかし検出報告から12年後の1978年になって、Stephen M. Larson と John W. Fountain によって1966年の一連の観測結果は非常に似た軌道上にある別々の天体によってうまく説明できることが示された。1980年のボイジャー1号の観測によってこの結果が裏付けられ、Larson と Fountain はウォーカーと並んで公式にエピメテウスの発見者に名前を連ねることとなった。

### その他の「発見」
1979年から1980年にかけて多数の土星の衛星の発見が国内外の天体観測者から報告されたが、そのうちの多くが後に同一の天体であることが判明している。エピメテウスもこの時期に複数回「発見」されている。1979年にはパイオニア11号の観測によって、エピメテウスだと思われる天体の2枚の写真が撮影され、S/1979 S 1 という仮符号が与えられている。ただし観測の不定性が大きく、信頼性の高い軌道を計算することはできなかった。また、エピメテウスと同一だろうという推測はされているものの、確定はしていない。
1980年2月26日にハワイ大学の Dale Cruikshank によって新しい衛星の発見が報告され、S/1980 S 3 という仮符号が与えられた。この衛星は後にリチャード・ウォーカーが発見した衛星と同一であることが確認されており、国際天文学連合の天体の命名に関するワーキンググループでは、Cruikshank もエピメテウスの発見者として扱われている。
その他にも、1980年のうちに S/1980 S 4、S/1980 S 5、S/1980 S 8、S/1980 S 11、S/1980 S 15、S/1980 S 16、S/1980 S 17、S/1980 S 19 の発見が報告されているが、これらは全てエピメテウスと同一の天体であることが判明している。

## 名称
エピメテウスの名前は、ギリシア神話におけるティーターンのひとりエピメーテウスにちなんで名付けられた。同じく土星の衛星名の由来となったプロメーテウスの弟である。正式に命名されたのは1983年9月30日であり、同時に Saturn XI という確定番号も与えられている。
発見の節で触れたとおり発見当初はヤヌスと同じ天体だと考えられていたため、非公式にヤヌスと呼ばれていた。また複数の仮符号を持っている。なお、ヤヌスの名称もエピメテウスの命名と同時に国際天文学連合に承認されている。

## ヤヌスとの軌道の共有

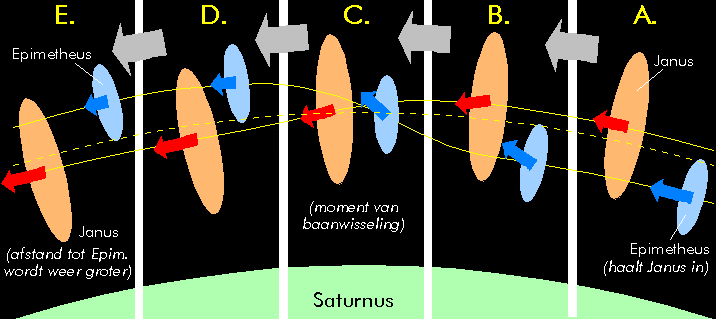
ヤヌスとエピメテウスの軌道の交換。互いに接近する4年ごとにお互いの軌道を入れ替えている。

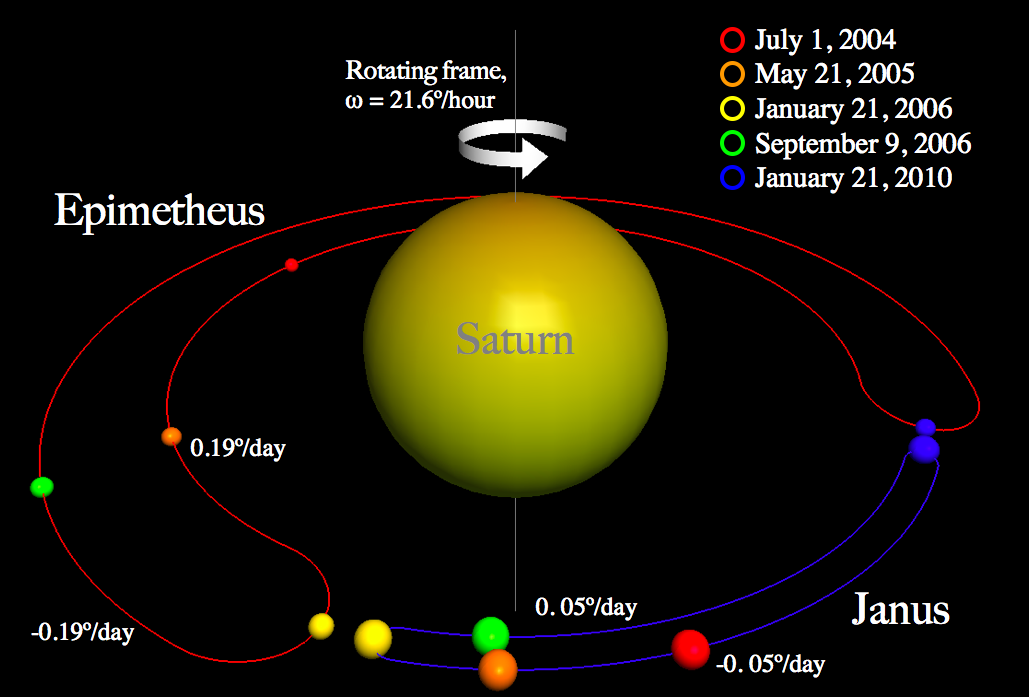
回転座標系に乗って描写したヤヌスとエピメテウスの馬蹄形軌道。

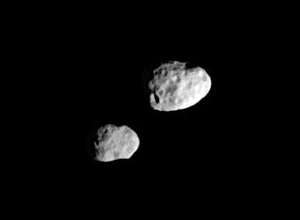
エピメテウス (左下) とヤヌス (右上)。軌道を交換した2ヶ月後の2006年3月20日にカッシーニが撮影したもの。両者は実際には4万kmほど離れているが、圧縮効果のため近接して見えている。

エピメテウスはヤヌスと公転軌道を共有している。ヤヌスとエピメテウスの軌道の半径は、平均して 50 km しか離れておらず、これは衛星の直径より小さい。内側を周回する衛星の方が公転速度が速く、一日あたりおよそ 0.25° だけ外側の衛星より先に進むため、次第に外側の衛星に追いついていく。内側の衛星はそのままでは衝突してしまうように思われるが、数万kmまで接近すると重力相互作用により、内側の衛星の運動量が増加し、逆に外側の衛星の運動量は減少する。
直感的に解釈すると、内側の衛星が外側の衛星に追い付きそうになった時、公転方向の前方にいる外側の衛星からの重力に引かれて運動量が増加し、その結果として軌道半径は大きくなる。逆に外側の衛星は追いついてきた内側の衛星から公転方向後方に引かれることになるため運動量が減少し、軌道半径は小さくなる。その結果、内側の衛星と外側の衛星が軌道を「交換」することとなる。追いつかれそうになった衛星は内側の軌道へ移って公転速度が大きくなり、追いつきそうになった衛星は外側の軌道へ移って公転速度が小さくなるため、2つの衛星は再び離れていくことになる。このため、両者の距離は1万kmより接近することはない。エピメテウスとヤヌスはこのような軌道の交換を繰り返し、衝突することなく安定に公転している。両者が遭遇する度に、エピメテウスの軌道半径は約 80 km、ヤヌスの軌道半径は約 20 km 変化する。変化量が異なる理由は、ヤヌスがエピメテウスよりも4倍ほど質量が大きく、軌道の変化の影響を受けにくいためである。
2つの衛星が軌道を交換してから約4年で、再び内側の衛星が外側の衛星に追いつき軌道の交換が起こるため、軌道の交換は約4年ごとに起こる。例えば最近では2006年1月21日に確認されており、2010年、2014年、2018年に発生する。こういった軌道共有関係にある太陽系内の天体は、他には発見されていない。
この軌道の「交換」という現象は、軌道力学の観点から見るとエピメテウスとヤヌスが 1:1 の平均運動共鳴を起こしていることを意味する。円制限三体問題において土星を中心天体とし、同程度の質量を持つ天体2つが円軌道で公転しているという状況である。土星を中心とした適切な角速度の回転座標系に乗ってエピメテウスとヤヌスの運動を記述すると、両者は自身の馬蹄形軌道を往復する運動を行っていることが分かる (図参照)。
お互いの馬蹄形軌道の先端で遭遇して運動量をやり取りして引き返していく様子が、実効的に軌道を「交換」している状態に相当する。先述の軌道半径の変化の違いも、エピメテウスとヤヌスの質量の違いを反映した馬蹄形軌道の大きさの違いに対応している。両者の質量が同じであれば馬蹄形軌道は回転座標系で見て対称な形状となり、遭遇の度の軌道半径の変化量もお互いに同じになる。一方で片方が極端に重い場合は重い天体の馬蹄形軌道は極めて小さくなり、回転座標系では軽い天体が 360° に及ぶ馬蹄形軌道を往復するような運動をすることになる。この場合は軌道を「交換」しているというよりは、慣性系で見ると軽い天体が重い天体に接近する度に内側の軌道と外側の軌道を行き来しているような運動をすることになる。

## 物理的特徴
エピメテウスの表面には直径 30 km を超える複数のクレーターと、大小さまざまな尾根のような構造 (ridge) と溝 (groove) が発見されている。エピメテウスとヤヌスは共通の母天体の破壊によって形成されたとする考えがある。もしこれが正しい場合、破壊は惑星・衛星形成の初期段階で発生したはずである。これは表面のクレーターから推定されるエピメテウスとヤヌスの表面は非常に古いというのが根拠である。
天体の大部分は氷で出来ていると考えられるが、エピメテウスの平均密度は 0.640 g/cm3であり、これは氷の密度よりも低い。そのためエピメテウスは、衝突で発生した破片が重力でゆるく集まって出来たラブルパイル天体であると考えられる。アルベドが非常に高い値であることも、この天体の主成分が氷であることを支持している。
南極部分には南半球全体に及ぶ衝突クレーターの痕跡と思われる特徴が見られ、南半球がいくらか潰れたような形状をしている原因である可能性がある。エピメテウス表面で見られる地形には2種類あり、滑らかで暗い表面の領域と、明るくわずかに黄色っぽい破砕された領域である。表面の差異の解釈としては、暗い領域の物質は斜面を滑り落ち、明るい領域よりも氷の含有量が少ない岩盤のような部分が見えているという説がある。

## 土星の環との関係
2006年の土星探査機カッシーニによる前方散乱光の観測で、エピメテウスとヤヌスが公転している領域に薄い塵の環が存在することが判明した。この環は半径方向に 5,000 km ほどの広がりを持っている。この環は、エピメテウスとヤヌスの表面への隕石衝突によって発生した塵が公転軌道周辺にばらまかれた結果として形成されていると考えられる。
また、エピメテウスはヤヌスと共に土星の環のA環の維持に関与していることが分かっている。両者は共にA環からはやや離れているが、7:6 の軌道共鳴によってA環の明瞭な縁を形作っていると考えられている。共鳴を起こす軌道は「内側の軌道」であり、質量の大きいヤヌスが内側の軌道にいる時の方がこの影響が顕著である。